# 弗雷讷苏库西
弗雷讷苏库西（法語：Fresnes-sous-Coucy，法語發音：[fʁɛn su kusi]；2017年之前名为弗雷讷 (Fresnes)）是法国上法兰西大区埃纳省的一个市镇，位于该省西部，属于拉昂区。

## 地理
弗雷讷苏库西（49°33'14"N, 3°22'11"E）面积7.3 平方千米，位于法国上法蘭西大區埃纳省，该省份为法国北部内陆省份，北起北部省，西接索姆省和瓦兹省，东临阿登省和马恩省，西南至塞纳-马恩省，东北部与比利时接壤。
与弗雷讷苏库西接壤的市镇（或旧市镇、城区）包括：巴里西、巴索勒欧莱尔、库西城、普雷蒙特雷、塞普沃、韦尔讷伊苏库西。

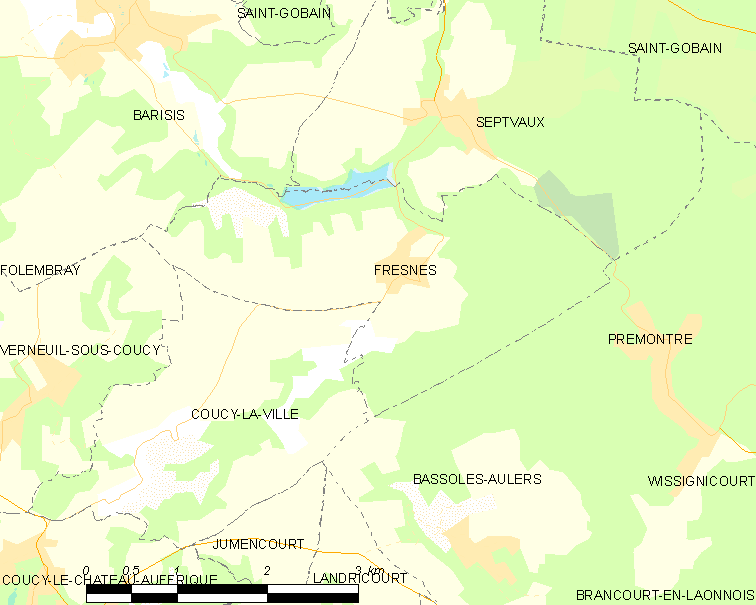
弗雷讷苏库西的OSM定位图

弗雷讷苏库西的时区为UTC+01:00、UTC+02:00（夏令时）。

## 行政
弗雷讷苏库西的邮政编码为02380，INSEE市镇编码为02333。

## 政治
弗雷讷苏库西所属的省级选区为埃纳河畔维克县。

## 人口

1962-2008年间弗雷讷苏库西人口变化图示

弗雷讷苏库西于2022年1月1日时的人口数量为160人。